# 南山寺 (漳州市)
南山寺（なんざんじ）は、中華人民共和国福建省漳州市薌城区丹霞山にある仏教寺院。

## 歴史
唐の開元年間（713年-741年）、太子太傅の陳邕により創建された。当時は報劬崇福禅寺と称した。
北宋の乾徳6年（968年）、刺史の陳文は寺院を重修した。「崇福寺」と改称。漳州知州の章大任から「南州法罄」の額を執筆った。
元の至正9年（1349年）は寺院を再建した。
明に南山寺に正式に改名した。嘉靖24年（1545年）に火災で焼失し、僧侶の圓性に再建された。隆慶元年（1567年）、僧侶の行欽が伽藍を整備した。万暦46年（1618年）、放生池を増築した。
1937年、石仏閣の屋頂が大日本帝国陸軍の戦闘機に爆撃で崩落した。住職の広心和尚が募金し再建で、「浄業堂」と改名した。
1988年6月10日に漳州市の保護単位となり、1996年9月2日に福建省文物保護単位に指定された。1983年、中華人民共和国国務院は仏寺を漢族地区仏教全国重点寺院に認定した。1991年、シンガポール龍山寺の広浄和尚は漳州市に来て、シンガポール・フィリピンなどの資金を集めて千仏閣の旧跡に法堂を建てました。1993年に落成した。

## 伽藍
山門、天王殿、大雄宝殿、法堂、喝雲祖堂、陳太傅祠、石仏閣、徳星堂、地蔵王殿、福日斎
山門の『南山寺』の扁額は明代の黄道周の書である。
天王殿の『参最上乗』の扁額は中国仏教協会会長の趙樸初の揮毫である。
現在の大雄宝殿の「妙相荘厳」にある扁額は律宗高僧である弘一が揮毫したものです。

## 重要文化財
- 南唐の保大11年（953年）の石経幢
- 明の『華厳経』
- 清光緒年間の貝葉
- 清の白玉仏像

## 文学
1956年には、陶鋳が此に遊び、『重遊南山寺』を留めている：「南山古寺規模在、含笑依然花満枝。鬢白重来千百感、江山嫵媚故人稀。」